# Ancylomenes pedersoni
Ancylomenes pedersoni is een garnalensoort uit de familie van de Palaemonidae. De wetenschappelijke naam van de soort is voor het eerst geldig gepubliceerd in 1958 door Chace.